# Acele
Acele este un single al trupei Carla's Dreams lansat pe 7 mai 2016. Piesa a fost compusă și produsă de Carla's Dreams.
Piesa a reușit să ajungă pe prima poziție a topurilor din România și Republica Moldova,devenind astfel unul dintre hiturile verii anului 2016. Clipul piesei a reușit să facă 1.000.000 de vizualizări la doar câteva zile de la lansare. În topul celor mai populare clipuri ale anului 2016 realizat de YouTube,piesa a ocupat poziția a doua,fiind și al doilea clip al trupei din acest top,primul fiind Sub pielea mea care ocupă prima poziție și al treilea, Imperfect care ocupă poziția a cincea.Piesa face parte din albumul ANTIEXEMPLU,fiind prima piesă lansată pentru acest album.

## Bazele proiectului
Piesa a fost scrisă și compusă de membrii trupei Carla's Dreams,iar de producție s-au ocupat Alex Cotoi și Carla's Dreams.

## Live
Piesa a fost intrepertată pentru prima dată live la postul de radio Radio Zu pe 9 mai 2016,la doar 2 zile de la lansarea piesei.Clipul cu prestația trupei a fost postat pe canalul de YouTube al postului de radio și a adunat până în prezent peste 624.000 de vizualizări.Piesa a fost cântată mereu la concertele live ale trupei de atunci până în prezent.

## Videoclip
Filmările au avut loc la Chișinău în regia lui Roman Burlaca. Clipul prezintă o poveste de dragoste dintre doi tineri care de la începutul până la sfârșitul videoclipului petrec timpul împreună ca cuplu,descoperind că-s făcuți unul pentru altul. În anumite scene mai este prezentat și solistul trupei aflat într-o clădire veche.Videoclipul a fost postat pe canalul de YouTube al trupei și a adunat până în prezent peste 55.000.000 de vizualizări,fiind al treilea cel mai vizualizat clip al trupei.

## Controvese
Piesa a fost controversată din cauza refrenului care ar face referire la arta tatuajului și la consumul de droguri. Piesa a intrat în atenția celor de la CNA,care au vrut ca piesa să fie difuzată după ora 22:00 sau să nu mai fie difuzată. După mai multe analize asupra piesei,s-a decis ca aceasta să fie difuzată în continuare. Și videoclipul piesei a adus controverse din cauza faptului că acesta ar fi fost copiat după videoclipul piesei Rihannei We found love. 

## Perfomanța în topuri
În categoria pieselor românești al topului Media Forest,"Acele" debutează pe poziția a-7-a cu un număr de 125 de redări la doar o lună de la lansare. Piesa ajunge pe prima poziție cu un număr de 250 de redări la doar o lună de la debutul piesei în acest top. Piesa staționează pe această poziție timp de 9 săptămâni.

## Topuri
| Grafic (2016)                       | Poziția |
| ----------------------------------- | ------- |
| Republica Moldova (Airplay Top 100) | 1       |
| România (Romanian Top 100)          | 1       |
| România (Media Forest)              | 1       |
| România (Kiss Top 40/Kiss FM)       | 1       |
| România (Most Wanted/Radio Zu)      | 1       |

## Lansări
| Țara    | Data       | Format           | Casa de discuri |
| ------- | ---------- | ---------------- | --------------- |
| România | 7 mai 2016 | Digital Download | Global Records  |